# 물질의 상태
물질의 상태(物質- 狀態, state of matter)는 물리학에서 물질이 존재할 수 있는 여러 가지 상태, 즉 상을 말한다. 일상 생활에서는 고체, 액체, 기체, 플라스마 4가지 상태를 흔히 볼 수 있다. 즉, 고체는 정해진 크기와 형태를 갖는다. 액체는 정해진 크기를 갖지만 형태는 정해져 있지 않다. 기체는 크기도 형태로 정해져 있지 않다. 최근 들어 물질 상태는 분자간 상호작용으로 이를 구별하고 있다. 그 외에 액정처럼 수 많은 중간상태도 있으며 보스-아인슈타인 응축과 페르미온 응축(극저온 상태), 중성자 축퇴물질(극고밀도 상태), 쿼크-글루온 플라스마(극고에너지 상태) 등 극한 조건에서만 존재하는 특수한 물질의 상태도 있다. 극한 상태에만 존재하는 이색적인 물질의 상태 목록은 물질의 상태 목록 문서를 참고하면 된다.
전통적으로 물질의 상태는 구성 입자 사이 간의 간격 차이를 통해 구분했다. 고체 상태의 물질은 구성 입자(원자, 분자, 이온 등)가 서로 밀착해서 제자리에 고정된 상태로 (온도나 기압의 변화가 없다 가정하면) 그 부피가 항상 일정하다. 액체 상태의 물질은 부피는 일정하지만 담긴 용기에 맞게 그 모양이 변한다. 이때도 입자는 밀착되어 있지만 어느 정도 자유롭게 움직인다. 기체 상태의 물질은 부피와 모양 모두 바뀔 수 있으며 담긴 용기에 맞게 변한다. 입자는 서로 가까이에 있지도 않고 제자리에 고정되어 있지도 않는다. 플라스마 상태의 물질은 부피와 모양 모두 자유롭게 바뀔 수 있으며 그 구성 물질이 중성 원자와 상당수의 이온, 전자이며 이 모두 자유롭게 이동할 수 있다.
물질의 상태는 물질의 상이란 의미와 동의어로 쓰이기도 하지만 하나의 화합물이 동일한 물질 상태의 서로 다른 상을 형성할 수 있다. 예를 들어 얼음은 물의 고체 상태이지만 서로 다른 온도와 압력에서 형성되는 결정 구조를 가진 여러 종류의 얼음이 존재한다.

## 고전적인 상태

### 고체

고체 상태를 모식화한 그림. 고체에서는 각 입자들이 밀집해서 밀착해 있다.

고체에서는 구성 입자(이온, 원자, 분자 등)가 서로 밀접하게 붙어 있다. 입자 사이의 힘이 강해서 각 입자는 자유롭게 운동할 수 없고 진동만 할 수 있다. 이 때문에 고체는 안정적이면서 고정된 모양과 고정된 부피를 가진다. 고체는 깨지거나 자를 때처럼 외부에 힘이 가해져야만 모양이 바뀔 수 있다.
결정 고체에서는 구성 입자가 규칙적이고 반복되는 패턴으로 정렬되어 있다. 고체에는 다양한 결정 구조가 존재하며 동일한 물질에 두 가지 이상의 구조 혹은 상이 존재할 수 있다. 예를 들어 철은 912 °C 이하의 온도에서는 등축정계 구조를, 912~1,394 °C 사이의 온도에서는 등축정계 구조를 가진다. 얼음은 다양한 온도와 압력에서 볼 수 있는 총 15가지 고체 상, 고체 결정 구조를 가지고 있다.
유리나 기타 장거리 규칙성을 띄지 않는 비정질 고체는 열평형 상태가 아니므로 단순한 고체라고 할 수 없고, 아래에서 설명할 비고전적인 물질의 상태로 따로 설명한다.
고체는 녹아서 액체가 될 수 있고(융해), 액체는 굳으면 고체가 될 수 있다(응고). 또한 고체는 승화 과정을 통해 바로 기체가 될 수 있으며, 기체도 증착 과정을 통해 곧바로 고체가 될 수 있다.

### 액체

액체 상태를 모식화한 그림. 액체에서는 각 입자들이 떠오를 수 있고 모양이 변화할 수 있다.

액체는 용기의 모양에 그대로 맞춰지지만 압력에 관계없이 (거의) 일정한 부피를 유지하는 비압축성 유체이다. 온도와 압력이 일정하면 부피가 고정되어 있다. 고체가 압력이 삼중점 이상일 때, 온도를 녹는점 이상으로 올리면 액체가 된다. 분자간(혹은 원자간, 이온간) 힘은 액체에서도 중요한 역할을 하지만 분자는 각각이 어느 정도 움직일 수 있을 정도로 충분한 에너지가 있으며 분자 구조도 이동성을 가지고 있다. 즉 액체의 모양은 고정적이지 않고 그 액체가 담긴 용기에 따라 결정된다. 액체의 부피는 보통 같은 무게의 고체 부피보다 큰데 이 법칙의 예외로 물이 있다. 주어진 액체가 액체로서 존재할 수 있는 가장 높은 온도를 임계점이라고 부른다.

### 기체

기체 상태를 모식화한 그림. 실제로는 입자 하나하나가 이보다 더 멀리, 그리고 더 희박한 밀도로 떨어져 있다.

기체는 압축이 가능한 유체이다. 기체는 모양이 담긴 용기를 따라갈 뿐 아니라 부피도 용기에 따라 용기를 가득 채우도록 크고 줄어든다.
기체에서 분자는 충분한 운동 에너지를 가지고 있어 분자 사이의 힘이 거의 적고(이상기체의 경우 0) 인접한 분자 사이의 거리는 각 분자의 크기보다 훨씬 길다. 기체는 명확한 모양이나 부피가 없지만 기체가 담겨 있는 용기의 전체에 고르게 퍼진다. 액체를 일정한 압력에서 끓는점까지 가열하거나 일정한 온도에서 압력을 낮춰서 기체로 만들 수 있다.
임계점 이하의 온도에서는 기체를 증기라고도 부르며, 냉각 없이 압축만으로도 액화할 수 있다. 증기는 액체(혹은 고체)와 평형 상태로 같이 이룰 수 있으며 이 경우 기체 압력은 액체(혹은 고체)의 증기 압력과 같다.
초임계유체(SCF)는 온도와 압력이 각각 임계 온도와 임계 압력을 넘은 상태이다. 이 상태에서는 액체와 기체의 구분이 사라진다. 초임계유체는 기체의 물리적 특성을 가지고 있지만 밀도가 매우 높기 때문에 경우에 따라 액체의 용매적 특성이 나타나 다양한 분야에 유용하게 응용할 수 있다. 예를 들어 초임계 이산화 탄소를 이용해 커피에서 카페인을 추출하여 디카페인 커피를 제조할 수 있다.

### 플라스마

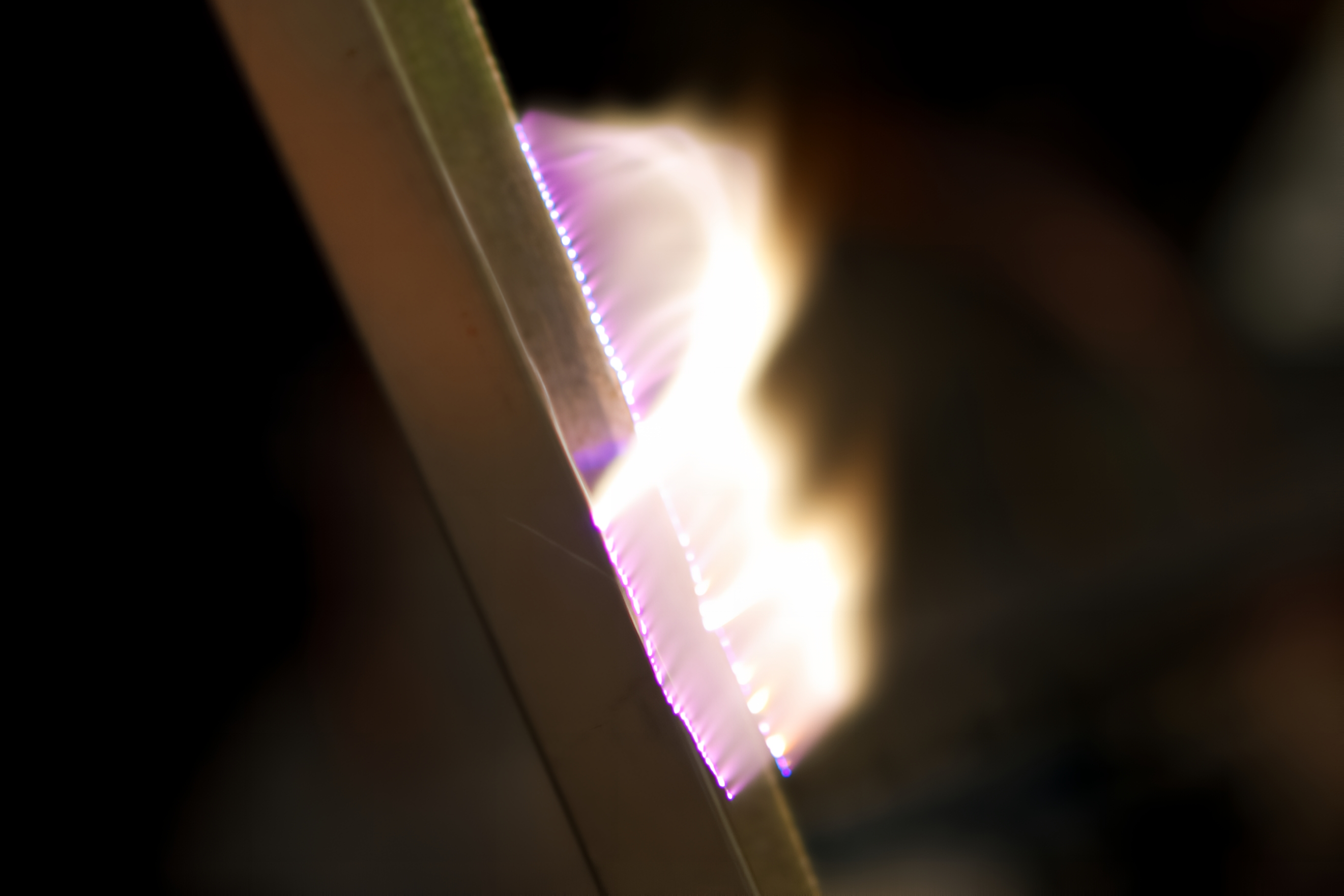
야곱의 사다리를 통해 공기 중에서 생성된 인공 플라스마. 두 막대 사이 극도로 큰 전위차가 공기 중의 입자를 이온화시켜 플라스마를 형성한다.

기체를 보통 두 지점 사이에 매우 큰 전압차를 걸거나 극도로 높은 온도에 노출하기, 2가지 방법을 이용해 플라스마로 변환할 수 있다. 물질을 초고온으로 가열하면 원자에서 전자가 빠져나와 자유전자 형태로 돌아다닌다. 이렇게 하면 소위 부분 이온화된 플라스마가 형성된다. 항성 내부와 같이 매우 높은 온도에서는 기본적으로 모든 전자가 '자유전자'이며 초고에너지 플라스마는 본질적으로 자유전자의 바다에서 헤엄치는 원자핵이라고 가정한다. 이렇게 되면 소위 완전 이온화된 플라스마가 된다.
플라스마 상태는 지구 상에서 볼 수 없다는 오해가 있는데, 일반적인 조건에서는 자유롭게 존재하진 않지만 번개, 전기 스파크, 형광등, 네온사인, 플라스마 디스플레이 등 다양한 곳에서 흔하게 플라스마를 볼 수 있다. 항성의 코로나나 특정 유형의 불꽃, 별 모두 플라스마 상태의 발광 물질이다. 우주에 존재하는 모든 일반 물질 중 99%가 플라스마 상태이며 모든 별 안에는 플라스마가 있기 때문에 4가지 물질의 상태 중 가장 흔하게 볼 수 있는 상태가 플라스마다.

## 물질의 상전이

고전적인 물질의 4가지 상태에 대한 모식도. 물질이 서로 다른 상태에서 어떻게 상전이가 일어나는지 보여준다.

물질의 상태를 상전이에 따라 특별한 특성도 나타낸다 볼 수 있다. 상전이란 물질 구조의 변화이며 이는 곧 급격한 물성 변화가 나타나는 현상이라 할 수 있다. 물질의 특정 상태란 상전이가 나타나 다른 상태와는 구분 가능한 모든 상태의 집합이라고 볼 수 있다. 예를 들어 물은 뚜렷하게 구분되는 몇 가지 고체 상태를 가지고 있다. 초전도성의 발현도 상전이 현상과 관련이 있으므로 "초전도 상태"도 별도의 상이라고 말할 수 있다. 마찬가지로 강자성 상태도 상전이로 구분되며 독특한 특성을 가지고 있다. 상태 변화가 단계적으로 일어날 경우 중간 단계를 중간상(Mesophase)이라고 부른다. 이런 중간상은 액정 기술의 발전으로 널리 쓰이기 시작했다.
|         |          | 반응 후        |          |                 |      |
| 고체    | 액체     | 기체           | 플라스마 |                 |      |
| 반응 전 | 고체     | 고체-고체 변화 | 용융     | 승화            | —    |
| 반응 전 | 액체     | 결빙           | —        | 끓음 / 증발     | —    |
| 반응 전 | 기체     | 증착           | 응축     | —               | 전리 |
| 반응 전 | 플라스마 | —              | —        | 재결합 / 탈전리 | —    |

주어진 물질의 상태 혹은 상은 압력과 온도에 따라 달라질 수 있으며, 특정 압력과 온도 조건으로 맞춰서 다른 상으로 전환시킬 수 있다. 예를 들어 온도를 올린다면 고체가 액체로 변한다. 절대 영도에 가까운 온도에서는 물질이 고체로 변한다. 이 물질에 열이 가해지면 녹는점에서는 액체로 녹고, 끓는점에서는 기체로 끓으며 충분히 가열하면 전자가 에너지를 받아 원래 있던 원자에서 탈출하는 플라스마 상태가 된다.
분자로 구성되어 있지 않고 다른 힘으로 묶여 조직된 물질의 모임도 일종의 물질의 한 상태라고 볼 수 있다. 페르미온 응축과 같은 초유체, 쿼크-글루온 플라스마가 그 예시이다.
화학 방정식에서 그 화학물질의 상태는 고체의 경우 (s), 액체의 경우 (l), 기체의 경우 (g)라고 표기한다. 수용액은 (aq)라고 표기한다. 플라스마 상태의 물질은 화학 방정식에서 거의 쓰이지 않으므로 이를 나타내는 표준 기호가 없다. 다만 드물게 플라스마를 사용하는 방정식의 경우 (p)라고 적는 경우가 있다.

## 비고전적인 상태

### 유리
유리는 액체 상태로 가열하면 유리 전이를 보이는 일종의 비정질 고체 혹은 비결정성 고체이다. 유리는 다양한 재료로 만들 수 있는데 대표적으로 무기 화합물(규산염과 첨가제로 만든 유리창), 금속 합금, 이온성 액체, 수용액, 분자 액체 및 폴리머 등등이 있다. 열역학적으로 유리는 결정질에 비해 상대적으로 준안정 상태에 있다. 하지만 그 전환율은 사실상 0에 가깝다.

### 어느 정도 무질서가 있는 결정
플라스틱 결정은 장거리적으로는 위치에 대한 질서가 잡혀 있으나 각 구성 분자가 회전에 대한 자유도를 가져 각도가 전부 다른 분자 고체이며, 방향성 유리는 이 자유도가 무질서 상태로 고정된 상태이다.
마찬가지로 스핀 유리는 자기적인 무질서가 고정되어 있다.

### 액정 상태
액정은 유동성을 가진 액체와 질서정연한 고체 사이의 중간 상태를 가진 물질이다. 보통 액체처럼 흐르지만 장거리적으로 결정이 질서를 가진다. 예를 들어 파라아족시아니솔과 같은 긴 막대 모양의 분자로 구성된 네마틱상은 118–136 °C 온도 범위에서 서로의 위치는 불규칙하지만 일정하게 정렬된 고체와 액체의 중간 사이 상을 보인다. 이 상태에서 분자는 액체처럼 흐르지만 각 영역 내에서는 모두 같은 방향을 가리키며 자유롭게 회전할 수 없다. 결정성 고체와 비슷한 성질을 가지지만 액체와 달리 액정은 편광에 반응한다.
그 외에도 여러 유형의 액정이 있다. 액정 디스플레이에서는 이런 다양한 액정의 성질을 이용해 공학적으로 유용한 기능을 한다.

### 미소상 분리

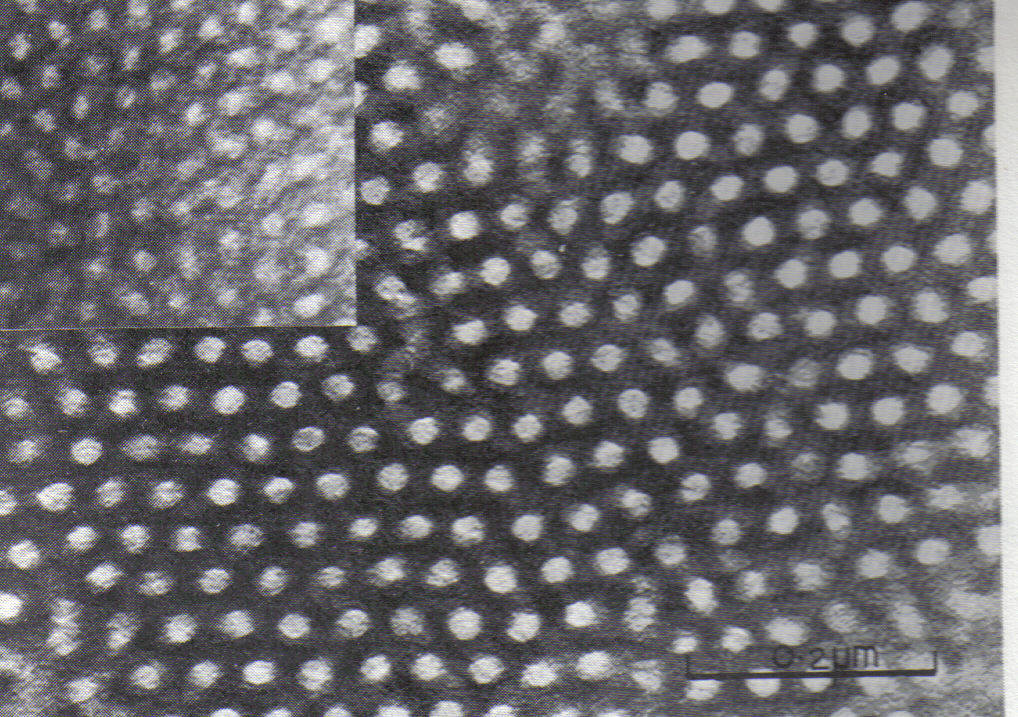
투과전자현미경(TEM) 촬영을 통해 본 SBS 블록의 공중합체 모습

공중합체란 오른쪽 그림에서 나온 스티렌-부타디엔-스티덴 블록 공중합체의 예에서 볼 수 있듯이 미세상에서 분자 구조들이 분리되어 여러 다양한 주기적 나노구조를 형성하는 상태이다. 미소상 분리는 기름과 물이 다른 상으로 분리되는 현상이라는 비유로 이해할 수 있다. 각 블록 간 화학적으로 서로 맞지 않아 블록 공중합체는 상 분리와 유사한 상황이 일어난다. 하지만 각 블록이 서로서로 공유 결합 상태이기 때문에 물과 기름처럼 눈에 띄게 딱 분리되는 상태가 아닌, 나노미터 단위의 구조로 블록이 서로서로 섞여 있어 거시적으로는 하나의 물질로 보이는 상태가 된다. 각 블록의 상대적 길이와 전체적인 블록의 모양에 따라 각각 고유한 물질의 위상을 가지는 다양한 형태를 얻을 수 있다.
이온성 액체도 미소상 분리가 나타난다. 음이온과 양이온이 반드시 양립할 수 있는 것은 아니며 그렇지 않으면 둘은 분리되긴 하지만 전하의 인력이 둘을 완전히 분리하진 못하게 막는다. 음이온과 양이온은 균일하게 섞인 액체에서처럼 자유롭게 이동하지 못하고 구분된 층이나 소규모 층 안에서 확산하는 것처럼 보인다.

## 자기적으로 정렬된 상태
전이 금속 원자는 종종 짝을 이루지 못하고 화학 결합도 이루지 않는 전자의 순스핀으로 자기 모멘트를 가진다. 이런 일부 고체에서는 서로 다른 원자의 자기 모멘트가 정렬되어 강자성체, 반자성체, 준강자성체 등의 성질을 가진다.
강철과 같은 강자성 물질은 각 원자의 자기 모멘트가 같은 방향으로 정렬, 즉 하나의 자구를 가지는 물질이다. 자구도 전부 하나로 정렬되어 있다면 이 고체는 영구자석으로 외부의 자기장이 없어도 자성을 계속 띈다. 이런 자기화 상태는 물질이 퀴리 온도까지 가열될 경우, 철의 경우에는 약 768 °C까지 가열되면 사라진다.
반강자성 물질은 두 개의 서로 동일한 크기의 방향만 정 반대인 자기 모멘트가 서로 상쇄되어 순자기화가 0이 되는 물질이다. 예를 들어 산화 니켈(II)(NiO)는 니켈 원자의 절반이 한 방향으로, 나머지 절반은 반대 방향으로 자기 모멘트가 정렬되어 있다.
준강자성 물질은 두 개의 자기 모멘트쌍이 서로 반대 방향이지만 그 크기가 동일하지 않아 상쇄가 불완전하고 0이 아닌 순자기화가 발생한다. 예를 들어 자철석(Fe3O4)에서 Fe2+와 Fe3+ 이온의 자기 모멘트가 서로 달라 둘이 완전히 상쇄되지 않는다.
양자 스핀 액체(QSL)는 양자 스핀이 상호작용 하는 계에서 무질서한 상태로 다른 무질서 상태와 달리 극저온에서도 무질서한 상태를 유지한다. 물리적인 의미에서의 '액체'가 아니라 본질적으로는 자기 질서가 무질서한 고체이다. '액체'라는 이름이 붙은 이유는 흔히 알려진 고전적 액체에서 보이는 분자의 무질서와 비슷한 양상을 보이기 때문이다. 양자 스핀 액체는 자구가 평행이 존재하는 강자성도 아니고 자구가 서로 반대로 마주쳐 있는 반강자성도 아니며 자구가 무작위적인 방향으로 나열되어 있다. 이런 상태는 자기 모멘트가 균일하게 평행 혹은 반대 방향을 절대로 가리킬 수 없는 기하학적 불안정 상태에서 발생할 수 있다. 물질이 냉각되어 한 상태로 안정화되면 자구가 한 방향으로 '선택'되어 정렬되어야 하지만 가능한 상태의 에너지가 전부 비슷하다면 무작위적으로 한 가지가 선택된다. 따라서 단거리 질서는 매우 잘 갖춰져 있지만 장거리 자기 질서는 존재하지 않는다.

## 초유동과 응축체 상태

### 초전도체
초전도체는 전기 비저항이 완전 0인, 즉 완벽한 전도성을 가진 물질이다. 이는 극저온에서 나타나는 뚜렷한 물질의 상태로 각 초전도체마다 정의된 전이온도 이상으로 오르면 급격하게 불연속적으로 전기 비저항이 유한한 값으로 증가한다.
초전도체에서는 내부로 들어오러는 모든 자기장을 밀쳐내는데 이는 마이스너 효과 혹은 완전 반자성으로 알려졌다. 자기공명영상(MRI)에서는 초전도 전자석이 사용된다.
초전도 현상은 1911년에 처음 발견되어 75년간 30 K 이하의 온도에서만 일부 금속과 합금에서 발현된다고 알려졌다. 하지만 1986년에 특정한 세라믹 산화물에서는 그 이상에서도 초전도 현상이 발현되는 현상을 발견되었으며 이런 물질을 고온 초전도체라고 부르며, 현재는 약 164 K의 온도까지 초전도 현상이 발현되는 물질이 발견되었다.

### 초유체

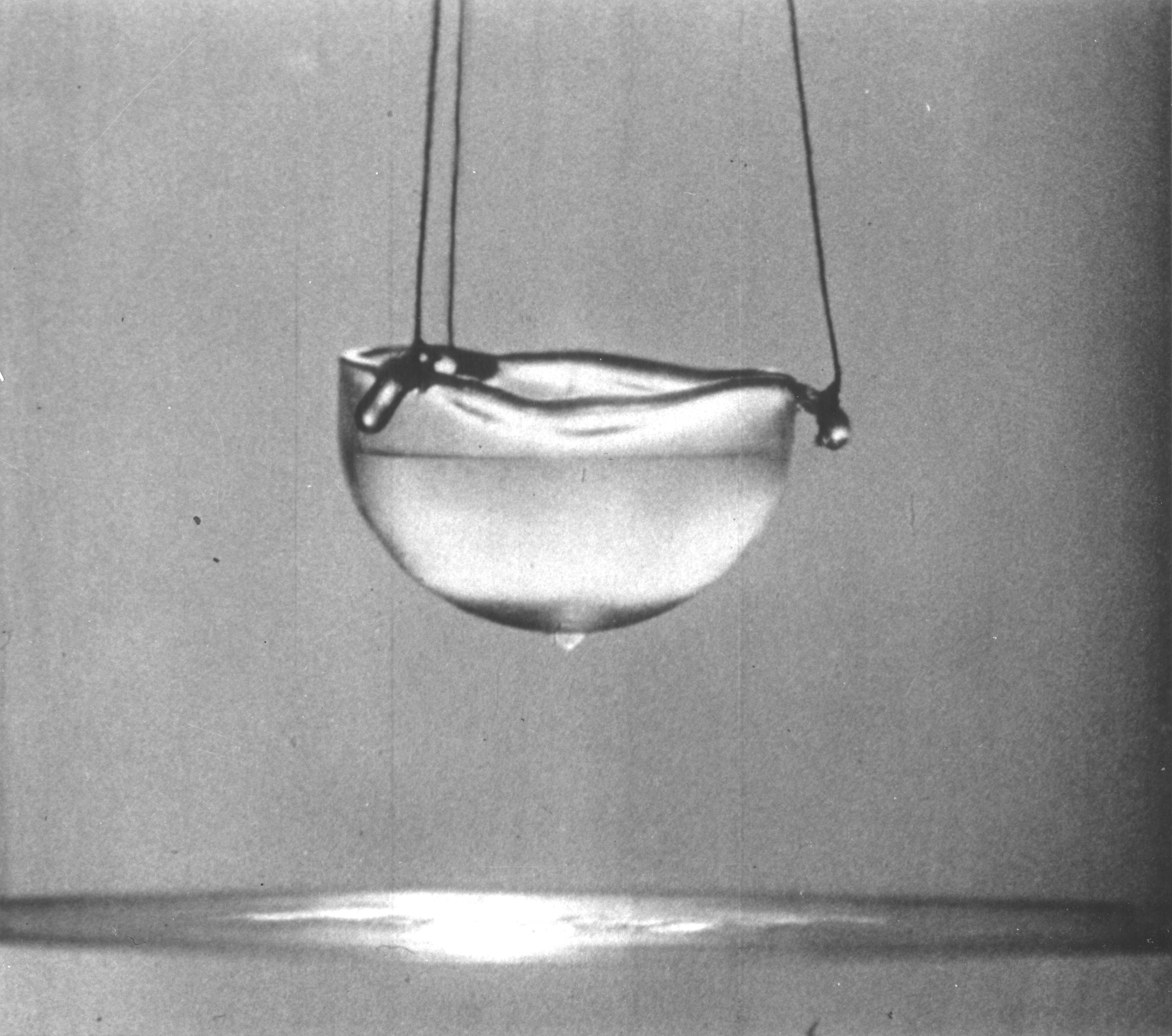
초유체 상태의 액체 헬륨이 롤린 필름을 타고 컵의 벽을 타고 올라가 컵 밖으로 흘러내리는 모습.

절대 영도에 가까운 온도에서 일부 액체는 점성이 0, 즉 마찰 없이 무한히 흐르는 무한유동성을 가진다. 이는 1937년 헬륨에서 처음 발견된 현상인데 헬륨은 람다점인 2.17 K (−270.98 °C) 이하에서 초유체가 된다. 이 상태에선 액체 헬륨이 용기 밖으로 상승해 빠져나가러 한다. 또한 초유체는 무한한 열전도율을 가지고 있어 온도 구배가 형성되지 않는다. 회전하는 용기에 초유체를 넣으면 양자 소용돌이가 생성된다.
이런 특성은 초유체 상태에서 보통의 동위원소인 헬륨-4가 보스-아인슈타인 응축을 형성하여 발생한다고 추정된다. 최근에는 희귀한 동위원소인 헬륨-3과 리튬-6에서도 매우 낮은 온도에서 페르미온 응축을 보임이 확인되었다.

### 보스-아인슈타인 응축

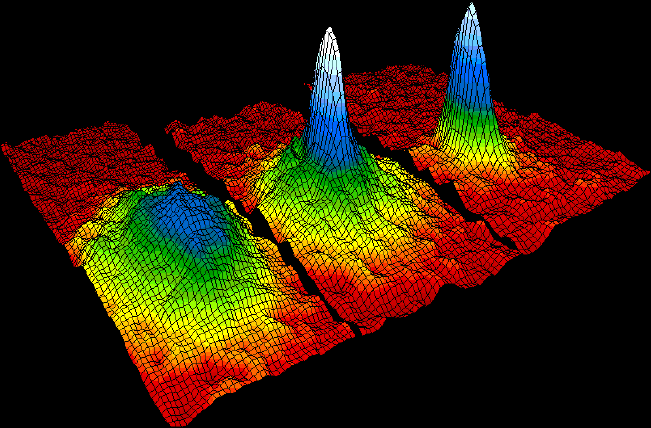
루비듐 기체가 냉각될 때 그 속도를 그린 모습. 시작시 물질은 왼쪽 상태이며 보스-아인슈타인 응축 상태는 오른쪽이다.

1924년 알베르트 아인슈타인과 사티엔드라 나트 보스는 제5의 물질의 상태라고도 불리는 "보스-아인슈타인 응축"(BEC) 상태를 예견했다. 이 상태에서 물질은 독립된 입자로서의 행동을 멈추고 전체가 하나의 균일한 파동함수로 설명할 수 있는 단일한 양자 상태로 붕괴된다.
기체 상에서 보스-아인슈타인 응축 발현은 오랫동안 실험으로 검증되지 않은 이론상의 예측으로 남아 있었다. 1995년 콜로라도 대학교 볼더 JILA 연구소의 에릭 얼린 코넬과 칼 위먼이 최초로 기체의 보스-아인슈타인 응축물을 실험실에서 만들어냈다. 보스-아인슈타인 응축은 고체보다도 더 "차가운" 상태이다. 절대 영도인 −273.15 °C와 매우 가까운 온도에서 각 원자의 에너지 준위가 매우 유사하거나 같아질 때 나타날 수 있다.

### 페르미온 응축
페르미온 응축체는 보스-아인슈타인 응축과 비슷하지만 대신 구성 입자가 전부 페르미온인 응축체이다. 파울리 배타 원리에 따르면 페르미온이 전부 같은 양자 상태로 빠지는 일을 막지만 한 쌍의 페르미온이 보손처럼 행동할 수 있으므로 여러 쌍의 페르미온이 제한 없이 전부 같은 입자 상태로 응축될 수 있다.

## 고에너지 상태

### 축퇴물질
죽은 별 속의 핵과 같이 극도로 높은 압력에서 일반적인 물질은 주로 양자역학적 효과의 영향을 받아 만들어지는 일종의 "축퇴물질"이라고 부르는 별난 물질로 변화한다. 물리학에서 '축퇴'란 동일한 에너지를 가져 서로 전환할 수 있는 두 상태를 의미한다. 축퇴물질은 두 개의 페르미온 입자가 동일한 양자 상태를 동시에 가질 수 없다는 파울리 배타 원리에 기반해 세워진다. 일반적인 플라스마와 달리 축퇴 플라스마는 운동량 상태가 거의 남아있지 않기 때문에 가열해도 거의 커지지 않는다. 이 결과 축퇴물질로 이뤄진 별은 매우 높은 밀도로 붕괴한다. 중력은 커지지만 그에 따른 압력은 비례해서 커지지 않기 때문에 더 큰 축퇴성일수록 크기가 더 작다.
전자 축퇴물질은 보통 백색왜성 안에서 발견된다. 전자는 원자에 구속되어 있지만 다른 원자로 이동할 수 있다. 중성자 축퇴물질은 중성자별에서 발견된다. 거대한 중력이 원자를 매우 강하게 압축해 전자가 역 베타붕괴를 통해 양성자와 결합하고 그 결과 중성자가 매우 조밀하게 뭉쳐진다. 일반적으로 원자핵 바깥에 있는 자유 중성자는 약 10분의 반감기를 가지고 붕괴되지만, 중성자별에서는 역붕괴 과정이 붕괴보다 더 빨리 일어난다. 차가운 축퇴물질은 목성과 같은 거대행성이나 금속성 수소로 이루어진 핵을 가질 것으로 예상된 갈색왜성의 안에도 존재한다. 축퇴 때문에 갈색왜성의 크기가 더 크더라도 반지름은 그에 비해 크게 늘어나지 않는다. 금속 안의 전자는 축퇴하지 않은 양이온 격자 안에서 움직이는 축퇴성 기체로 묘사할 수 있다.

### 쿼크 물질
일반적인 차가운 물질에서 핵물질의 기본 입자인 쿼크는 강한 상호작용이라는 힘 때문에 양성자나 중성자처럼 2개에서 4개의 쿼크가 한 데 묶인 강입자에 갇혀 있다. 쿼크 물질 혹은 양자 색역학(QCD)적 물질은 강한 상호작용을 극복하고 쿼크가 구속 상태에서 풀려나 자유롭게 움직일 수 있는 위상들의 모임이다. 쿼크 물질 위상은 매우 높은 밀도나 온도에서 발생하며 실험실에서 평형 상태로 쿼크 물질을 생성할 수 있는 법은 아직 알려지지 않았다. 일반적인 조건에서 생성된 쿼크 물질은 즉시 방사성 붕괴가 일어나 사라진다.
기묘 물질은 쿼크 물질의 한 종류로 톨만-오펜하이머-볼코프 한계(태양질량의 약 2~3배)에 가까운 일부 중성자별 내에 존재할 것이라 추정되는 물질이지만 이 물질이 실제로 존재한다는 증거는 아직까지 밝혀지지 않았다. 기묘 물질에서는 사용 가능한 에너지의 일부가 일반적인 아래 쿼크보다 더 무거운 형태인 기묘 쿼크로 나타난다. 일단 형성된다면 그보다 더 낮은 에너지 상태에서도 안정할 것이라 추정되지만 확실하게 밝혀지지 않았다.
쿼크-글루온 플라스마는 매우 높은 온도에서 쿼크와 쿼크를 서로 묶는 강한 상호작용을 전달하는 아원자 입자인 글루온의 바다 속에서 영원히 입자로 묶여 있지 않고 쿼크가 자유로워져서 독립적으로 움직일 수 있는 상이다. 이는 플라스마 상태가 될 때 전자가 원자에서 속박이 풀려나는 것과 유사하다. 쿼크-글루온 플라스마는 입자 가속기의 초고속 중이온 충돌시 잠시 만들어질 수 있으며 과학자들은 이 때 독립적인 쿼크를 관찰하여 개별 쿼크의 특성을 파악할 수 있다. 쿼크-글루온 플라스마의 존재를 예측하는 이론은 1970년대 말에서 1980년대 초에 개발되었으며 2000년 CERN 실험실에서 실제로 존재를 확인했다. 기체처럼 흐르는 플라스마와 달리 쿼크-글루온 플라스마는 상호 작용이 강해 액체처럼 흐른다.
밀도는 매우 높지만 상대적으로 낮은 온도의 쿼크는 그 성질이 자세히 알려지지 않은 쿼크 액체를 이룬다고 이론상으로 보고 있다. 이보다 더 높은 밀도에서는 색-맛 고정이 뚜렷한 상(CFL)이 형성된다. 이 상에서는 색전하에 대해 초전도 현상을 띈다. 이런 위상은 중성자별에서 나타날 수 있지만 이론적으로만 가정된 상태이다.

### 색유리 응축체
색유리 응축체는 빛의 속도에 가깝게 이동하는 원자핵에 존재한다고 가정된 이론상의 물질이다. 아인슈타인의 상대성 이론에 따르면 고에너지의 핵은 운동 방향을 따라 길이가 수축, 즉 압축되어 보인다. 이 때문에 핵 내부의 글루온은 가만히 있는 관찰자에게는 빛의 속도에 가깝게 이동하는 "글루온의 벽"으로 보인다. 매우 높은 에너지에서는 이 벽의 글루온 밀도가 기하급수적으로 증가한다. 이러한 벽과의 충돌로 형성되는 쿼크-글루온 플라스마와는 달리 색유리 응축체는 벽 자체를 가리키는 말로 RHIC처럼 고에너지 조건에서만 관찰할 수 있는 입자의 고유한 특성으로 대형 강입자 충돌기에서도 간혹 볼 수 있다.

### 초고에너지 상태
다양한 이론에서 매우 높은 에너지를 가진 상태의 입자에 대해 새로운 상태가 나타날 것이라고 예측한다. 미지의 상태가 우주의 중입자 비대칭을 만들었으나 이에 대해 알려진 바는 거의 없다. 끈 이론에서는 하게도른 온도(1030 K)를 넘는 온도에서 초끈이 많이 생성되는 새로운 상태를 예측한다. 플랑크 온도(1032 K) 이상에서는 개별 입자 사이에서 중력이 가장 중요한 힘이 된다. 현존하는 어떤 이론에서도 이 이상의 상태를 설명할 수 없으며 예측 가능한 실험으로도 이 상태에 도달할 수 없다. 하지만 우주론에서는 빅뱅 당시 이 상태에 있었다고 추정되기 때문에 연구에 있어 매우 중요하다.

## 그 밖의 제안 상태

### 초고체
초고체는 초유체의 성질을 가진 공간적으로 정렬된 물질(즉 고체 또는 결정)이다. 초유체와 마찬가지로 초고체도 마찰 없이 움직일 수 있지만 단단한 모양을 유지한다. 초고체는 고체이지만 고체와는 다른 수많은 특징을 보이므로 많은 사람들은 초고체가 물질의 또 다른 상태라고 보고 있다.

### 끈망 액체
끈망 액체에서 원자는 겉보기에는 액체처럼 불안정한 배열을 하고 있지만, 전체적인 배열은 고체처럼 일정하다. 일반적인 고체 상태에서는 물질의 원자들이 격자 모양으로 정렬되어 있으므로 한 전자의 스핀은 그 전자와 접촉하는 모든 전자의 스핀과 반대이다. 하지만 끈망 액체에서는 원자가 특정 패턴으로 정렬되는 경우 일부 전자는 이웃한 전자와 같은 스핀을 가져야 한다. 이런 특이한 성질로 연구가 진행될 뿐 아니라 우주의 근본적인 조건에 대한 몇몇 특이한 제안으로 이어졌다.

### 초유리
초유리는 초유동과 단단한 무정형 결정 구조를 동시에 가진 물질의 상이다.

### 결합 융해 상태
포타슘과 같은 금속이 결합 융해 상태가 되면 고체와 액체 상태를 동시에 가진 것으로 보인다. 이는 고온 고압 상태에서 포타슘의 원자 사이 결합이 액체처럼 융해되는 반면 결정은 그대로 고체로 굳어져 있기 때문이다.

### 양자 홀 상태
양자 홀 상태는 전류가 흐르는 방향에 수직으로 양자화된 홀 전압이 흐르는 상태이다. 양자 스핀 홀 상태란 에너지를 덜 소모하면서도 열을 덜 발생시키는 전자 장치를 만들 수 있는 일종의 이론적인 상태이다. 이는 물질의 양자 홀 상태에서 파생된 상태이다.

### 광자 물질
광자 물질이란 기체와 상호작용하는 광자가 겉보기 질량을 가지며 서로 상호작용하며 광자 "분자"처럼 행동하는 현상이다. 광자가 질량을 가진것처럼 보이는 이유는 거대한 기체의 무게 때문이다. 이는 텅 빈 진공에서 움직이는 광자는 정지질량이 없어 상호작용 할 수 없는 것과는 대조적이다.

## 같이 보기
- 물질의 숨은 상태
- 고대 원소
- 응집물질물리학
- 냉각곡선
- 상 (물리학)
- 과냉각
- 과가열
- 물질의 상태 목록